# Oiozona geometrica
Oiozona geometrica är en fjärilsart som beskrevs av Max Wilhelm Karl Draudt 1932. Oiozona geometrica ingår i släktet Oiozona och familjen mätare. Inga underarter finns listade i Catalogue of Life.